# سافو ميلوشيفيتش
سافو ميلوشيفيتش (بالصربية: Саво Милошевић)‏ (مواليد 2 سبتمبر 1973 في بيلينيا في يوغسلافيا) هو لاعب كرة قدم صربي سابق.
بدأ مسيرته الكروية مع نادي بارتيزان بلغراد في عام 1992، ولعب معهم حتى عام 1995، وشارك معهم في 98 مباراة وسجل 64 هدف، وفي عام 1995 انتقل إلى نادي أستون فيلا الإنجليزي، ولعب معهم حتى عام 1998، وشارك معهم في 91 مباراة وسجل 29 هدف، وفي عام 1998 انتقل إلى نادي ريال سرقسطة الإسباني، ولعب معهم حتى عام 2000، وشارك معهم في 72 مباراة وسجل 32 هدف، وفي موسم 2000–01 انتقل إلى نادي بارما الإيطالي، ولعب معهم 31 مباراة وسجل 9 أهداف، وفي عام 2002 أعير إلى نادي ريال سرقسطة الإسباني، ولعب معهم 16 مباراة وسجل 6 أهداف، وفي موسم 2002–03 أعير إلى نادي إسبانيول الإسباني، وشارك معهم في 31 مباراة وسجل 12 هدف، وفي موسم 2003–04 أعير إلى نادي سيلتا فيغو الإسباني، وشارك معهم في 37 مباراة وسجل 14 هدف، ومنذ عام 2004 وهو يلعب مع نادي أوساسونا الإسباني.
و قد لعب مع منتخب صربيا لكرة القدم بين عامي 1994 و2006، وشارك معهم في 102 مباراة وسجل 35 هدف.

## مسيرته الكروية
لعب سافو ميلوشيفيتش خلال مسيرته الاحترافية مع 8 أندية في سبعة عشر موسمًا وسجل خلالها 204 هدف ضمن 476 مباراة. حيث فاز في موسمين بالكأس وفي ثلاثة مواسم بالدوري.
خاض سافو ميلوشيفيتش مسيرته مع نادي بارتيزان في موسم 1992–93 واستمر معه طيلة ثلاثة مواسم، مشاركًا في 98 مباراة سجل خلالها 74 هدفًا. ثم انتقل إلى نادي أستون فيلا في موسم 1995–96 واستمر معه طيلة ثلاثة مواسم، حيث شارك في 90 مباراة سجل خلالها 28 هدفًا. لينتقل بعدها إلى نادي ريال سرقسطة في موسم 1998–99 في المرة الأولى ولمدة موسمين ثم في موسم 2001–02 لمدة موسم واحد، مشاركًا طوالها في 88 مباراة سجل خلالها 43 هدفًا. ثم انتقل إلى نادي بارما في موسم 2000–01 ولمدة موسمين، مشاركًا في 31 مباراة سجل خلالها 9 أهداف. هذا وانتقل لاحقًا إلى نادي إسبانيول في موسم 2002–03 لمدة موسم واحد، مشاركًا في 34 مباراة سجل خلالها 12 هدفًا. ثم انتقل بعدها إلى نادي سيلتا فيغو في موسم 2003–04 لمدة موسم واحد، مشاركًا في 37 مباراة سجل خلالها 14 هدفًا. ليعود وينتقل من جديد، لكن هذه المرة إلى نادي أوساسونا في موسم 2004–05 واستمر معه طيلة ثلاثة مواسم، مشاركًا في 82 مباراة سجل خلالها 21 هدفًا. لينتقل بعدها إلى نادي روبين كازان ما بين عامي 2008 و2009 لمدة موسم واحد، مشاركًا في 16 مباراة سجل خلالها 3 أهداف.

## روابط خارجية
- سافو ميلوشيفيتش على موقع الاتحاد الدولي (مؤرشف)  (الإنجليزية)
- سافو ميلوشيفيتش على موقع الاتحاد الأوربي (الإنجليزية)
- سافو ميلوشيفيتش على موقع قاعدة بيانات كرة القدم.إي يو (الإنجليزية)
- سافو ميلوشيفيتش على موقع ناشيونال فوتبول تيمز (الإنجليزية)
- سافو ميلوشيفيتش على موقع Soccerbase.com (لاعب) (الإنجليزية)
- سافو ميلوشيفيتش على موقع عالم كرة القدم.نت (الإنجليزية)